# Fotografo ambulante
Il termine fotografo ambulante o fotografo itinerante fu un modo per definire i viaggiatori che, talvolta insieme a scienziati, geografi, archeologi, antropologi, raccoglievano con le loro illustrazioni stampate, precedentemente basate su schizzi di disegnatori, la conoscenza di luoghi, monumenti ed eventi sparsi in vari luoghi del pianeta. In pratica, ciò avvenne all'indomani della presentazione dell'invenzione di Daguerre e proseguì ininterrottamente per tutto il XIX secolo, accompagnato dall'enfasi del viaggio. Non solo, ma la fotografia aveva dalla sua una sorta di "neutralità" derivata dall'ottica e dalla chimica, di gran lunga preferita alla mano dei disegnatori.
Le scoperte scientifiche, in seguito accompagnate alla fiorente industria fotografica hanno permesso che la fotografia e quindi il fotografo itinerante diventasse perciò l'avanguardia, attraverso la pubblicazione dei suoi racconti visivi, di un turismo più ampio che verso la fine del secolo assunse la forma del Grand Tour, anche se ancora riservato a nobili, intellettuali e a persone agiate.
L'invenzione del collodio umido si deve a Frederick Scott Archer che però non fece in tempo a brevettarlo. Creato nel 1848-1849, venne pubblicato nel 1852, utilizzava lastre di vetro come supporto ed ebbe il nome di ambrotipia (da colui che lo brevettò: James Ambrose Cutting), consentendo di avere una copia unica negativa. Nello stesso periodo il francese Adolphe Alexandre Martin (1824-1886) mise a punto, con un procedimento simile e l'utilizzo di lastre di metallo, in genere ferro, alluminio e latta, meno costose del vetro e più resistenti, quella che verrà chiamata ferrotipia (in inglese tintype), perfezionata e brevettata nel 1856 dall'americano Hamilton Lanphere Smith (1819-1903), nonostante polemiche e controversie dato che un altro americano, Victor Griswold (1819-1872), aveva depositato nello stesso anno un brevetto simile. In sostanza, per accorciare i tempi, il procedimento consisteva nel sensibilizzare una lastra di ferro laccata di nero con il collodio.

## I fotografi itineranti
Appare incredibile come soltanto poche settimane dopo la presentazione al pubblico del dagherrotipo nel novembre 1839, Gaspard-Pierre-Gustave Joly e Frédéric Goupil-Fesquet siano andati a fotografare la Sfinge, separatamente, mentre Jules Itier (1802–1877), un funzionario governativo francese, fu uno dei primi ad affrontare missioni commerciali, riportandone immagini dagherrotipiche, in Senegal, Cina, Singapore, Filippine, Borneo e India. Un altro diplomatico francese, il barone Louis Gros realizzò dagherrotipi nei suoi lunghi viaggi dei monumenti e dei paesaggi nelle Americhe, in Grecia,
e in Inghilterra.
Infatti, coloro che appresero le tecniche di sviluppo e stampa delle lastre del dagherrotipo e avevano una o più macchine a loro disposizione si sguinzagliarono in tutta Europa, in Oriente, nelle Americhe, in Africa e perfino in Australia aprendo degli studi e botteghe, spesso affidandole dopo poco tempo ad apprendisti fotografi della città ove si erano temporaneamente fermati. I motivi di tutto ciò sono da ricercare in due aspetti principali: da un lato con l'intento di riprendere le bellezze architettoniche e paesaggistiche e dall'altro verso la ricerca di nuovi mercati, primo fra tutti, la ritrattistica. Secondo Sorlin è legittimo affermare che i quattro quinti delle foto scattate nel XIX secolo sono ritratti.
Oltre al valore che rappresentano per la storia stessa della fotografia, queste immagini dei "viaggiatori" hanno un altissimo valore documentario per lo studio della storia architettonica e sociale dei luoghi in cui sono state scattate. Infatti, un certo numero dei monumenti, delle architetture, dei palazzi raffigurati nelle fotografie hanno subito mutazioni e restauri, sono stati danneggiati o sono andati distrutti per sempre. Le immagini su lastre di vetro e carta sono spesso le uniche testimonianze sopravvissute di questi monumenti e anche della vita quotidiana delle città e degli ambienti rurali fotografati. In pratica, il fotografo ambulante ci restituisce una visione del mondo prima che questo fosse radicalmente mutato dallo sviluppo dell'epoca contemporanea e dalla modernizzazione.
La democrazia dell'immagine si ottenne con la nascita della fotografia, mandando in pensione in pochi anni i pittori che ritraevano, per lo più, membri della nobiltà, rappresentanti dell'alta borghesia e personaggi illustri. Il dagherrotipo, prima, ed i successivi strumenti poi, consentirono ad una borghesia più ampia l'accesso al ritratto, mentre con il ferrotipo, e con il notevole abbassamento dei costi, poterono accedere alla propria immagine anche le masse popolari, per lo più analfabete, quali contadini, artigiani, mercanti.
Se già dal 1839 in poi sono tanti gli "itineranti" che si sparsero per il mondo, dagli Stati Uniti alla Cina, dall'Islanda all'Africa subsahariana per riprendere paesaggi e genti fino ad allora solo narrate e disegnate, con la modernizzazione tecnologica e l'abbassamento dei tempi espositivi, la creazione dei negativi e la possibilità di girare con camere oscure portatili e, non più, come con il carrozzone di Roger Fenton nella guerra di Crimea, nell'ultimo ventennio del XIX secolo, crebbe il fenomeno di veri e propri "fotografi ambulanti": giravano nelle fiere di paese, nelle piazze e negli angoli di strada, nei paesi, anche i meno accessibili, si spostavano in bicicletta o con asini e muli, portandosi dietro tutto il necessario, dai bagni di sviluppo ai fondali improvvisati con lenzuoli bianchi. Le foto venivamo scattate all'aperto per sfruttare la luce del giorno con oggetti qualsiasi come sedie impagliate e senza altri accessori, diversamente dagli studi attrezzati dei fotografi di città. Gli stessi fotografi ambulanti presentavano il loro lavoro come "istantaneo" poiché impiegavano tra i due e i cinque minuti a consegnare l'immagine finita e asciugata.
Si ha infatti notizia che i primi brevetti, cioè relativi a fotocamere con integrata camera oscura per trattamento istantaneo delle lastre, furono quelli registrati da Ladislas Nievsky (deceduto nel 1901) nel 1891 e quello di Ramón Aramburu del 1894.

Questo fenomeno durò, con alterne vicende, fino alla seconda guerra mondiale, quando venne introdotto l'uso di fotocamere a basso costo che consentivano facilmente riprese e ricordi familiari. Le lastre utilizzate davano anche la sensazione di durare nel tempo, molto più del vetro che poteva andare in frantumi. Invece la durata del ferro si dimostrò molto meno efficace andando incontro ad ossidazione, fessurazioni e ruggine, non ultimo anche il tipo di conservazione nelle abitazioni, tanto che, a fronte dell'enorme produzione, sono arrivate a noi poche immagini, raramente integre. La stragrande maggioranza delle immagini pervenute sono anonime dato che il fotografo non firmava le sue foto considerandole prive di qualsiasi valore, a parte quello meramente commerciale. Dopo la prima guerra mondiale le lastre furono sostituite con la carta fotografica molto più maneggevole e facile da usare.

## I fotografi ambulanti in Italia
L'Italia, grazie alla ricchezza dei suoi monumenti, delle sue città, dei borghi e alla sua storia millenaria rappresentò un passaggio obbligato per molti fotografi d'Europa, alcuni dei quali si fermarono mentre altri ripartirono.
.
Tra i nomi che ebbero un ruolo rilevante nel suolo italiano sia per la futura apertura di atelier che per l'insegnamento delle tecniche: Gustave Emile Chauffourier, Antoine Claudet, Ferdinand Brosy, Gustave Le Gray, Matilde Grillet, Henri-Charles Plaut, Eugène Sevaistre, Giorgio Sommer e tanti altri. La diffusione di centri e atelier fu rapida e diffusa sul territorio italiano, come descrive Becchetti, ed in particolare con Milano, Roma, Napoli e Palermo, cui seguirà Firenze con i Fratelli Alinari.

## Il ruolo delle donne
Le donne ebbero un ruolo rilevante nella fotografia del XIX secolo sia per quanto riguarda l'apertura di botteghe ed atelier in varie parti del mondo che come fotografe itineranti.

Tra le prime vanno citate Nicoline Weywadt, la prima in Islanda ad aprire uno studio stabile, Isabel Agnes Cowper, che diresse il primo dipartimento di fotografia al mondo del museo d'arte londinese che sarebbe diventato il Victoria and Albert Museum, Bertha Valerius, che aprì il primo studio a Stoccolma, Elise L'Heureux, imprenditrice e fotografa che aprì un'impresa in Canada, Geneviève Élisabeth Disdéri, tra le prime fotografe al mondo e che sembra conoscesse il dagherrotipo prima di incontrare il marito ed inventore delle carte de visite a Parigi André-Adolphe-Eugène Disdéri mentre lei conservò lo studio a Brest, e di Augusta Curiel che aprì un avviatissimo studio in Suriname. Maria Chambefort aprì il suo studio a Roanne in Francia, la tedesca Emilie Bieber aprì un atelier ad Amburgo e la celebre Virginia Oldoini, contessa di Castiglione, forse fu la prima a porre l'attenzione agli abiti e alla moda.
Tra le fotografe itineranti meritano di essere citate Bertha Wehnert-Beckmann, che si trasferì negli Stati Uniti, una delle prime donne al mondo insieme alla svizzera Franziska Möllinger e alla svedese Brita Sofia Hesselius. Sono solo alcuni dei tanti nomi di donne che hanno esercitato la professione di fotografa nel XIX secolo o che, insieme alla professione di archeologa, botanica, letterata, hanno intravisto nell'immagine prodotta chimicamente una novità che poteva essere utile per loro ricerche o comunque da esplorare, di cui l'esempio può essere Photographs of British Algae: Cyanotype Impressions, pubblicato in tre volumi tra il 1843 e il 1853, dall'inglese Anna Atkins.
La scarsità di notizie e di documentazione intorno alle loro vite non ci aiutano a capire il motivo che le spingesse a partire e ad affrontare le difficoltà in un periodo storico nel quale alle donne erano precluse molte possibilità. Di alcune di loro non rimane nulla, come ad esempio della francese Josephine Dubray che rimase a lungo in Italia. Importante il lavoro svolto dalla tedesca Jenny Bossard-Biow e dalla svedese Marie Kinnberg, e dalle italiane Elisabetta Furlanetto e Leonilda Prato, in particolare, il cui lavoro "ambulante" appare sicuramente prezioso.

## La guerra civile americana e la fotografia
I Fotografi della guerra di secessione americana furono dozzine quelli presenti, compresi gli itineranti che non compaiono con un'ulteriore denominazione poiché agivano privatamente, cioè non erano alle dipendenze né dei confederati né degli unionisti, ma fu loro permesso di ritrarre i soldati che desideravano inviare proprie foto ricordo a casa per far sapere ai familiari che erano ancora vivi.
Durante l'era della guerra civile, da un lato l'ambrotipia su vetro e dall'altra la ferrotipia su lastra, dato che entrambe ottenevano un negativo ebbero l'effetto di creare una vasta distribuzione nelle riviste specializzate, unite alle carte de visite, ottenute sempre per contatto diretto, anche se il primo ingranditore fotografico era già stato inventato con luce solare da Henry Fox Talbot, brevettato, nel 1843. Mathew Brady fu forse il primo ad organizzare un gruppo di fotografi ed a pubblicare sia un album fotografico che foto singole e stereoscopiche della guerra. Non esistono però immagini d'azione del conflitto poiché i tempi di esposizione erano ancora troppo lunghi.
 
In ogni caso, in molte città americane si aggiravano fotografi itineranti, alcuni dei quali acquisirono un nome e un'importanza grazie alle foto scattate nel corso della guerra civile. Peraltro, sono emersi casi dimostrati in cui sono stati gli stessi fotografi ad organizzare le "scene di vita" al fronte, poi dimostratisi false.

## Tra revival, arte e teatro di strada

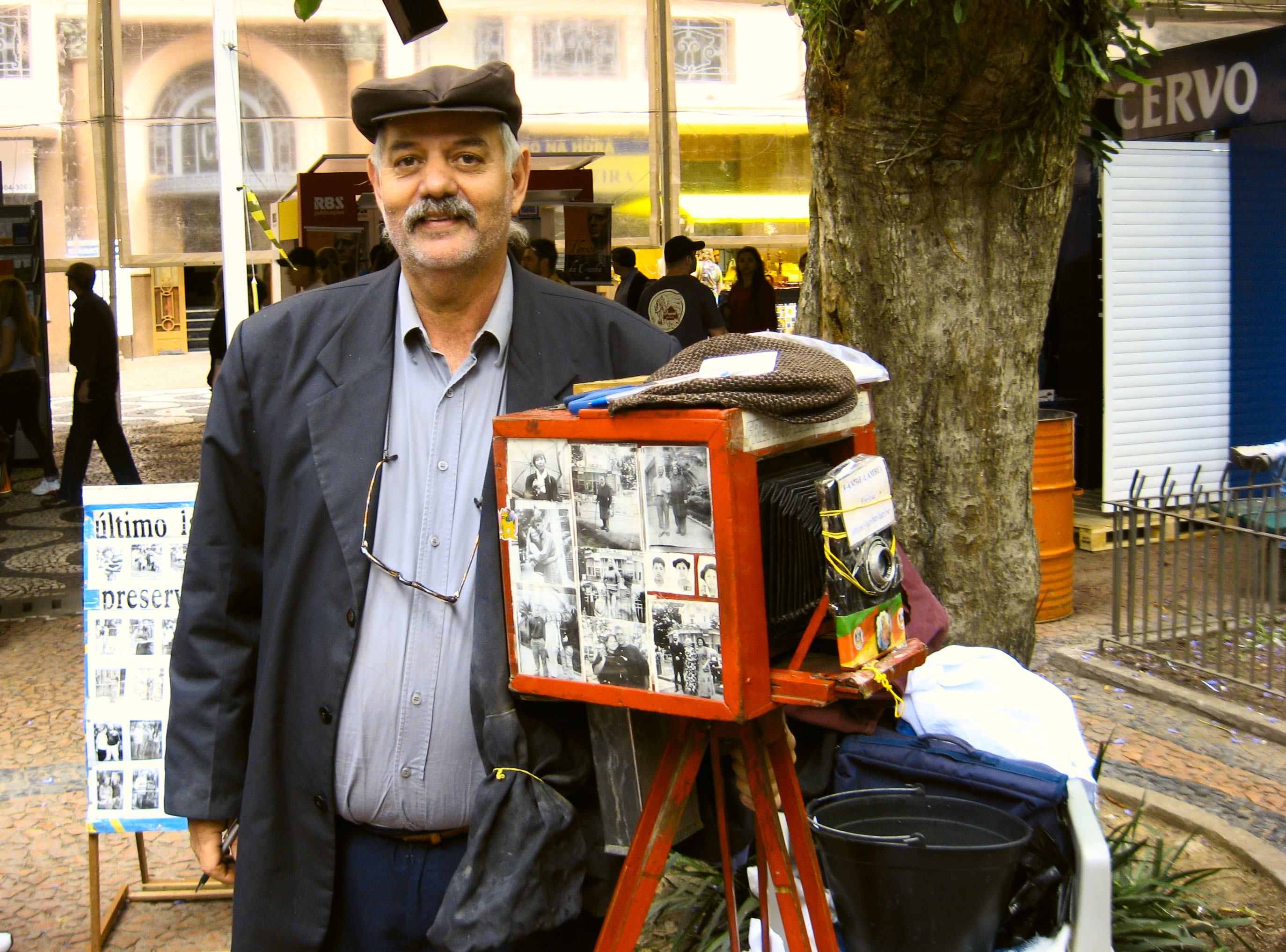
Fotografo di strada a Porto Alegre nel 2007

Negli anni Duemila è apparso il fotografo minutero il cui nome rimanda ai fotografi ambulanti spagnoli, dove minuteros sta per minuti, in Italia chiamato anche "cassettista". A metà strada tra il teatro itinerante e la street photography, la nuova fotografia ambulante si fa per strada offrendo alle persone immagini positive su carta, utilizzando, come un tempo, la macchina fotografica come camera oscura "y será una foto antigua sacada en los albores del digital siglo XXI y no en los del analógico siglo XX, que fue cuando la fotografía minutera tuvo su época de gloria". Ogni anno si tengono festival dove sono presenti singoli fotografi ed associazioni internazionali come ad esempio, l'Associació de Fotografia Minutera de Barcelona.
Nel 2014 Victoria Will, utilizzando la tecnica del ferrotipo, ha pubblicato un catalogo di ritratti di personaggi famosi tra cui Ethan Hawke, Ewan McGregor, Robert Redford, Anne Hathaway, Elijah Wood, Nick Cave, Elle Fanning, Glenn Close e tanti altri. L'azienda americana Modern Collodion e l'inglese Wet Plate Supplies producono una vasta gamma di prodotti per la fotografia del XIX secolo, comprese le lastre ferrotipo con i relativi prodotti per lo sviluppo.